# Bent Fuglede
Bent Fuglede (født 8. oktober 1925 på Frederiksberg, død 7. december 2023) var en dansk matematiker og professor ved Københavns Universitet.

## Uddannelse og Doktorgrad
Bent Fuglede blev student fra Skt. Jørgens Gymnasium i 1943, og påbegyndte herefter matematisk-naturvidenskabelige studier ved Københavns Universitet. Han afsluttede sit studium i 1948 med graderne mag.scient. i matematik og cand.mag. i matematik, fysik, astronomi og kemi. I 1960 erhvervede han doktorgraden (dr. phil.) ved Københavns Universitet med disputatsen Extremal Length and Closed Extensions of Partial Differential Operators.

## Karriere
Bent Fuglede blev udnævnt til professor i matematik i 1960. Han var tilknyttet Danmarks Tekniske Højskole frem til 1965, hvor han skiftede til et professorat ved Københavns Universitet. Her virkede han som en højt respekteret professor frem til 1992. Efter sin pensionering opretholdt han en stor videnskabelig aktivitet.

## Forskning
Bent Fuglede nyder stor international anerkendelse i matematikken og var forfatter til talrige videnskabelige arbejder. Han ydede fremragende bidrag til potentialteori, teorien for partielle differentialligninger, operator teori, og teorien for harmoniske afbildninger. I det sidste område skrev han i samarbejde med den amerikanske matematiker James Eells det grundlæggende værk Harmonic Maps between Riemannian Polyhedra, der i 2001 udkom på det ansete internationale forlag Cambridge University Press.

## Hædersbevisninger
Bent Fuglede blev indvalgt som medlem af Det Kongelige Danske Videnskabernes Selskab i 1968, af Det Finske Videnskabsakademi i 1980, og af Bayerische Akademie der Wissenschaften i 1994. Han var inviteret foredragsholder ved International Congress of Mathematicians, Nice 1970. I 1995 blev han udnævnt til æresmedlem af Dansk Matematisk Forening, og i 2012 til Fellow of the American Mathematical Society for fremragende bidrag til matematikken.
Bent Fuglede blev udnævnt til Ridder af Dannebrogordenen af 1. grad i 1981.